# Ptilodon atrofusa
Ptilodon atrofusa är en fjärilsart som beskrevs av George Francis Hampson 1892. Ptilodon atrofusa ingår i släktet Ptilodon och familjen tandspinnare. Inga underarter finns listade.